# Tephrocybe cessans
Tephrocybe cessans är en svampart som först beskrevs av Petter Adolf Karsten, och fick sitt nu gällande namn av Meinhard (Michael) Moser 1967. Tephrocybe cessans ingår i släktet Tephrocybe och familjen Lyophyllaceae.   Inga underarter finns listade i Catalogue of Life.
I den svenska databasen Dyntaxa används istället namnet Lyophyllum cessans för samma taxon.  Arten har ej påträffats i Sverige.